# 29447 Єжинейман
29447 Єжинейман (29447 Jerzyneyman) — астероїд головного поясу, відкритий 12 серпня 1997 року.
Тіссеранів параметр щодо Юпітера — 3,499.